# 1201 North Market Street
1201 North Market Street, auch The Chase Centre oder Chase Manhattan Centre, ist der Name eines Wolkenkratzers in Wilmington. Das Gebäude ist 110,6 Meter (330 ft) hoch und zählt 23 Stockwerke. Geplant wurde es von der Architekturfirma Skidmore, Owings and Merrill und im Jahr 1983 fertiggestellt und eröffnet. Seitdem ist es das höchste Gebäude im Staat Delaware. Der heutige Name ist von der Anschrift des Gebäudes übernommen worden. In der Vergangenheit trug es auch die Namen Manufacturers Hanover Plaza und Chemical Bank Plaza, welche auf die jeweiligen Hauptmieter Manufacturers Hanover und Chemical Bank zurückgingen. Es dient ausschließlich Bürozwecken.